# INOKI BOM-BA-YE 2002
INOKI BOM-BA-YE 2002（イノキボンバイエ にせんに）は、日本の格闘技とプロレスのイベント「INOKI BOM-BA-YE」の大会の一つ。2002年12月31日、埼玉県さいたま市のさいたまスーパーアリーナで開催された。サブタイトルは「猪木軍vsK-1vsPRIDE全面対抗戦完全決着」。

## 大会概要
前年に引き続き、主催はTBS。運営と制作がDSE、協力が猪木事務所とK-1。
これまで「PRIDEは場である」としてPRIDE軍というあり方が否定されていたが、今回からPRIDEも加わる形での対抗戦となった。同じ運営体制で同年8月28日に国立競技場で開催された格闘技イベントDynamite!の成功の勢いもあり、当時アイドル的存在だったボブ・サップの参戦が話題となり、前年以上の16.7% という視聴率を獲得。藤田和之 vs ミルコ・クロコップ、ゲーリー・グッドリッジ vs マイク・ベルナルド、クイントン・"ランペイジ"・ジャクソン vs シリル・アビディのリベンジマッチが組まれた他、佐竹雅昭はこの大会で格闘技から引退した。一方、新日本プロレス所属のプロレスラー、中邑真輔はこの大会で総合格闘技デビューをした。
前年のINOKI BOM-BA-YE 2001とは異なり、Dynamite!と同様に、立ち技格闘技のK-1によるルールと総合格闘技イベントPRIDEのルールで行われた。ただしPRIDEルールが1ラウンドが10分だったのに対して、各ラウンドは5分だった。

## 試合結果
第1試合 総合格闘技ルール 5分3R
○  ヤン・"ザ・ジャイアント"・ノルキヤ vs.  安田忠夫 ×
2R 0:57 TKO（タオル投入：負傷）
第2試合 総合格闘技ルール 5分3R
○  ダニエル・グレイシー vs.  中邑真輔 ×
2R 2:14 腕ひしぎ十字固め
第3試合 総合格闘技ルール 5分3R
○ ヴァリッジ・イズマイウ  vs.  滑川康仁 ×
3R終了 判定3-0
第4試合 K-1ルール 3分3R
○  マイク・ベルナルド vs.  ゲーリー・グッドリッジ ×
1R 2:12 KO（右ストレート）
第5試合 K-1ルール 3分3R
○  クイントン・"ランペイジ"・ジャクソン vs.  シリル・アビディ ×
3R終了 判定3-0（29-28、30-28、30-28）
第6試合 総合格闘技ルール 5分3R
○  ミルコ・クロコップ vs.  藤田和之 ×
3R終了 判定3-0
第7試合 総合格闘技ルール 5分3R
○  吉田秀彦 vs.  佐竹雅昭 ×
1R 0:50 フロントネックロック
第8試合 総合格闘技ルール 5分3R
○  ボブ・サップ vs.  高山善廣 ×
1R 2:16 腕ひしぎ十字固め